# DNK nanotehnologija
DNK nanotehnologija je studija dizajna i proizvodnje veštačkih struktura nukleinskih kiselina za tehnološku upotrebu. U ovom polju, nukleinske kiseline se koriste kao nebiološki inženjerski materijali za nanotehnologiju umesto kao nosioci genetičke informacije u živim ćelijama. Ova upotreba je omogućena striktnim pravilima uparivanja baza nukleinskih kiselina, koja uzrokuju vezivanje jedino komplementarnih porcija nukleinskih lanaca i formiranje jakih, krutih struktura dvostrukih heliksa nukleinskih kiselina. To omogućava racionalni dizajn sekvenci baza koje se selektivno uparuju da bi formirale kompleksne ciljne strukture sa precizno kontrolisanim svojstvima. DNK je dominantni materijal, mada su strukture od drugih nukleinskih kiselina poput RNK i peptidnih nukleinskih kiselina (PNA) takođe konstruisane.
Konceptualnu ostnovu DNK nanotehnologije je postavio Nadrijan Siman tokom ranih 1980-tih, i polje je počelo da privlači širok interest sredinom 2000-tih. Istraživači u ovom polju su kreirali statičke strukture kao što su dvo- i tridimenzionalne kristalne rešetke, nanocevi, poliedri, i arbitrarne oblike formirane putem DNK origami metoda; kao i funkcionalne strukture kao što su molekulske mašine i DNK računare. Ovo polje počinje da se koristi kao oruđe u rešavanju problema baznih nauka u strukturnoj biologiji i biofiziki, uključujući primene kristalografije i spektroskopije za određivanje strukture proteina. Potencijalne primene u elektronici molekularne skale i nanomedicini se isto tako istražuju.

## Literatura
- Seeman, Nadrian C. (2004). „Nanotechnology and the double helix”. Scientific American. 290 (6): 64—75. Bibcode:2004SciAm.290f..64S. PMID 15195395. doi:10.1038/scientificamerican0604-64.
- Seeman, Nadrian C. (9. 6. 2010). „Structural DNA nanotechnology: growing along with Nano Letters”. Nano Letters. 10 (6): 1971—1978. Bibcode:2010NanoL..10.1971S. PMC 2901229 . PMID 20486672. doi:10.1021/nl101262u.
- Seeman, Nadrian C. (2010). „Nanomaterials based on DNA”. Annual Review of Biochemistry. 79: 65—87. PMC 3454582 . PMID 20222824. doi:10.1146/annurev-biochem-060308-102244.
- Service, Robert F. (3. 6. 2011). „DNA nanotechnology grows up”. Science. 332 (6034): 1140—1143. PMID 21636754. doi:10.1126/science.332.6034.1140.
- Service, Robert F. (2011). „Next Step: DNA Robots?”. Science. 332 (6034): 1142. PMID 21636755. doi:10.1126/science.332.6034.1142.
- Zadegan, Reza M.; Norton, Michael L. (2012). „Structural DNA Nanotechnology: From Design to Applications”. Int. J. Mol. Sci. 13 (6): 7149—7162. PMID 22837684. doi:10.3390/ijms13067149 .
- Bath, Jonathan; Turberfield, Andrew J. (5. 5. 2007). „DNA nanomachines”. Nature Nanotechnology. 2 (5): 275—284. Bibcode:2007NatNa...2..275B. PMID 18654284. doi:10.1038/nnano.2007.104.
- Feldkamp, Udo; Niemeyer, Christof M. (13. 3. 2006). „Rational design of DNA nanoarchitectures”. Angewandte Chemie International Edition. 45 (12): 1856—76. PMID 16470892. doi:10.1002/anie.200502358.
- Lin, Chenxiang; Liu, Yan; Rinker, Sherri; Yan, Hao (11. 8. 2006). „DNA tile based self-assembly: building complex nanoarchitectures”. ChemPhysChem. 7 (8): 1641—1647. PMID 16832805. doi:10.1002/cphc.200600260.
- Zhang, David Yu; Seelig, Georg (2011). „Dynamic DNA nanotechnology using strand-displacement reactions”. Nature Chemistry. 3 (2): 103—113. Bibcode:2011NatCh...3..103Z. PMID 21258382. doi:10.1038/nchem.957.